# نظریه اختلال
نظریهٔ اغتشاش شامل روش‌های ریاضی است که برای یافتن پاسخ تقریبی برای مسئله‌ای که پاسخ دقیق آن قابل دسترسی نیست، به‌کار می‌رود. یافتن این جواب تقریبی با یک پاسخ دقیق در یک مسئلهٔ مرتبط آغاز می‌شود. نظریهٔ اغتشاش را زمانی می‌توان به‌کار برد که بتوان مسئله را با افزودن یک عبارت کوچک به توصیف ریاضی مسئله‌ای که قابل حل دقیق است، فرمول‌بندی نمود.
نظریهٔ اغتشاش به عبارتی به صورت یک سری توانی صوری از یک پارامتر کوچک - که با نام «سری اغتشاش» شناخته می‌شود - برای پاسخ موردنظر منجر می‌شود که انحرافات از مسئلهٔ قابل حل کامل را به صورت کمّی بیان می‌کند. اولین جمله از این سری توانی پاسخ مسئله قابل حل دقیق است و جملات بعدی انحراف از این پاسخ به دلیل انحراف از مسئلهٔ اصلی را توصیف می‌کنند. برای تقریب زدن یک پاسخ کامل A یک سری از پارامتر کوچک {\displaystyle \epsilon } به صورت زیر خواهیم داشت:
{\displaystyle A=A_{0}+\epsilon ^{1}A_{1}+\epsilon ^{2}A_{2}+\cdots }
در این مثال، {\displaystyle A_{0}} پاسخ معلوم برای مسئلهٔ قابل حل دقیق اولیه است و {\displaystyle A_{1}}، {\displaystyle A_{2}} … جمله‌های مرتبهٔ بالاتر هستند که توسط یک روش سیستماتیک می‌توان آن‌ها را به‌دست‌آورد. برای {\displaystyle \epsilon } کوچک، این جمله‌های مرتبهٔ بالاتر به‌تدریج کوچکتر می‌شوند. یک «پاسخ اغتشاشی» تقریبی را می‌توان از طریق قطع کردن این سری به‌دست‌آورد. معمولاً تنها دو جملهٔ اول سری نگه‌داشته می‌شوند، یعنی پاسخ اولیه و اصلاح اغتشاشیِ مرتبهٔ اول:
{\displaystyle A\approx A_{0}+\epsilon A_{1}}